# Sungai Akar
Sungai Akar is een bestuurslaag in het regentschap Indragiri Hulu van de provincie Riau, Indonesië. Sungai Akar telt 5605 inwoners (volkstelling 2010).